# DARPAグランド・チャレンジ

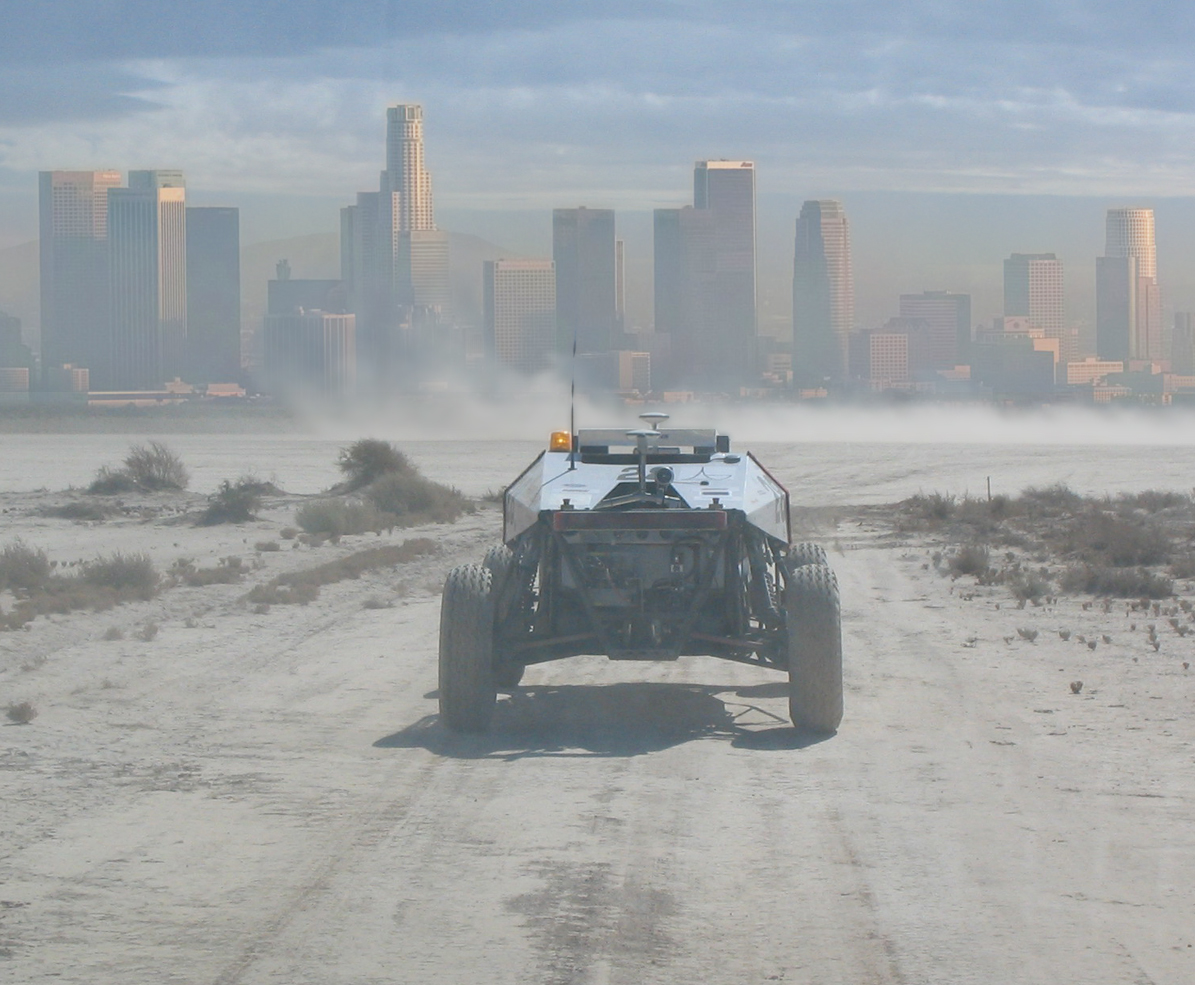
DARPAグランド・チャレンジ

DARPAグランド・チャレンジ（英語：DARPA Grand Challenge）とは国防高等研究計画局（DARPA）によるロボットカーのロボットカーレースである。アメリカ合衆国では防衛上の先進的な課題の解決方法として従来の枠組みにとらわれない手法を求め、このような競技を行い、問題点を洗い出し、解決の糸口を探っている。最初の競技では（オフロードを含む）未舗装路を制限時間内に走破するものだった。2007年11月3日に実施された3回目の競技では市街地を想定したコースが用意された。

## 歴史と背景
完全な自律（autonomy）型自動車は国際的に多年にわたって開発が行われている。日本では1977年（昭和52年）から開発が始まった。西ドイツでは（Ernst Dickmanns と VaMP）、イタリアでは（ARGO 計画）、欧州連合では（EUREKAプロメテウス計画）、アメリカ合衆国や他の国でも行われている。
グランドチャレンジは世界初の長距離無人自動車の競技である。他の無人自動車の研究ではより伝統的な商業的あるいは学術的な努力が行われてきた。合衆国議会はDARPAに対して2015年に自律的な無人軍用車の比率を1/3にすべく最初のグランドチャレンジの賞金（100万ドル）の拠出を承認した。2004年に開催された時にはディレクターを勤めるTony Tether博士が、次回の賞金は200万ドルに増額すると発表した。2007年のアーバンチャレンジでは第1位、2位、3位にそれぞれ200万、100万、50万ドルの賞金が贈られた。
競技の参加は世界中の個人や組織に対して開かれている。参加者は高校生、大学生、企業、他の組織と多岐に渡る。100以上のチームが最初の年に参加して幾多の技術をレースに持ち込んだ。2年目は195チームが36州と4ヶ国から参加した。

## 2004グランドチャレンジ

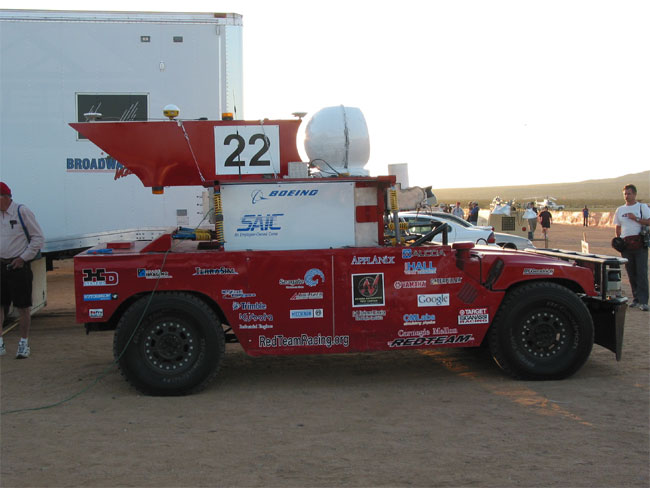
レッドチームレーシングの1986年式 HMMWV サンドストーム

2004年3月13日にモハーヴェ砂漠で開催された第一回目のDARPAグランドチャレンジでは総距離150-マイル (240 km)でどの車両もゴールまでたどり着けなかった。カーネギーメロン大学のレッドチームの（ハンヴィーを改造した）サンドストームがスイッチバックの曲がる個所で岩に乗り上げて動けなくなるまで11.78 kmまで走った。勝者はいないと宣言され、賞金は与えられなかった。

## 2005グランドチャレンジ

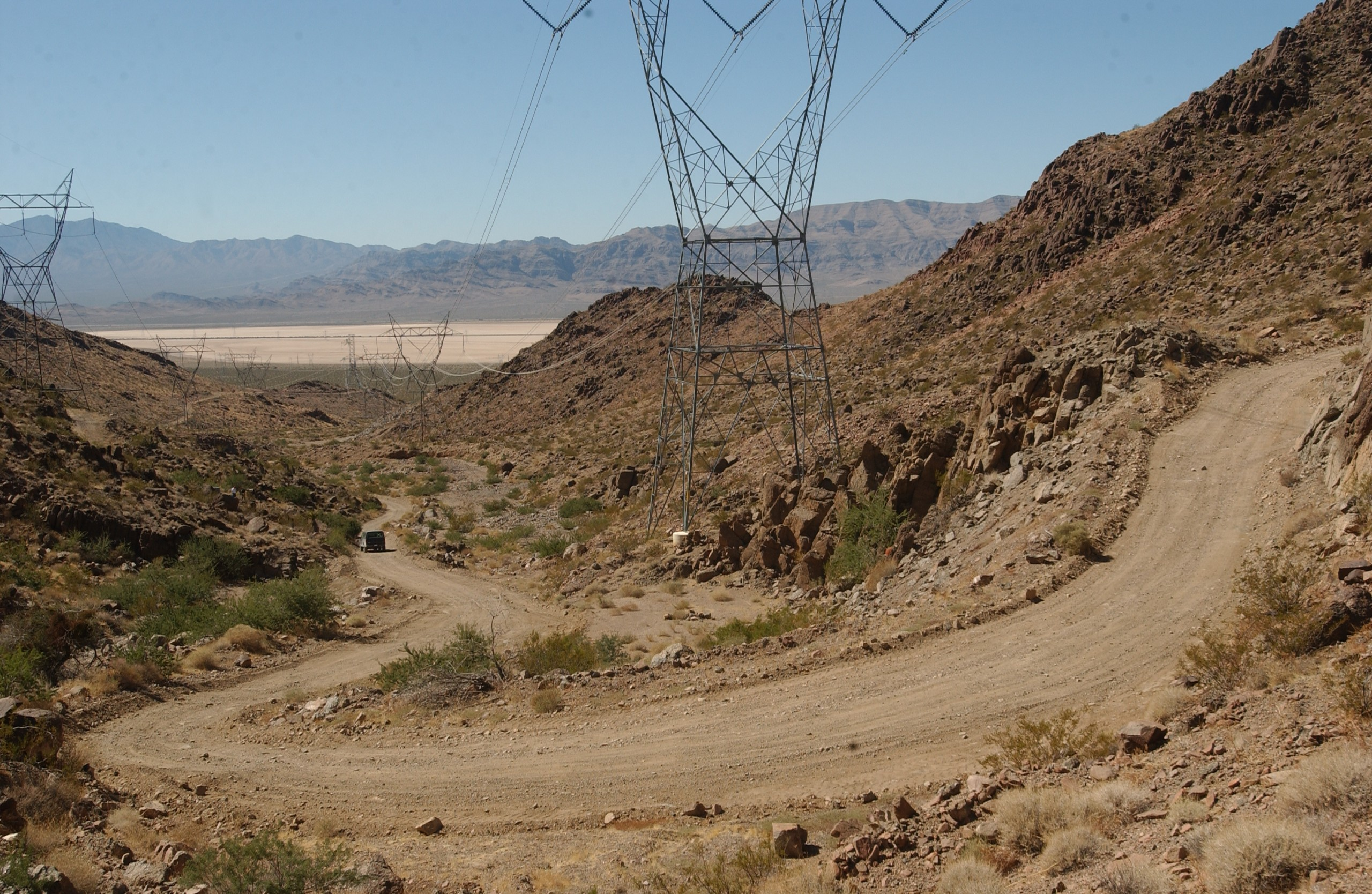
Beer Bottle Pass

2度目のDARPAグランドチャレンジは、全長212 km (132マイル)のオフロードコース、制限時間10時間であり、2005年10月8日 午前6:40に開始された。
決勝に進出した23台のうち、1台を除いた22台が2004年の最高記録の11.78 km (7.32 mi)を上回り、5台が完走した。
2005年のコースは片方が崖の切り立った岩山の曲がりくねった山岳地帯を越え、3か所の狭いトンネルを通過して100回以上の左右の半径の小さい曲がり道を走破し、最後にBeer Bottle Passと呼ばれる1.5マイルほどの狭くて難しい区間を通るものであった。とはいえ、 2004のコースではスタート直後にいきなりもっと段差があったりコース中に尖鋭なスイッチバック(Daggett Ridge)がいくつかあったのにくらべ、2005年のコースではカーブが大幅に少なくなり全体的に道幅が広くなっており、無人自動車にとってはかなり救いとなっていたはずである。
| 車両           | チーム名             | 本拠地                                                         | 所要時間 (h:m) | 結果                                    |
| -------------- | -------------------- | -------------------------------------------------------------- | -------------- | --------------------------------------- |
| スタンレー     | Stanford Racing Team | スタンフォード大学, パロアルト, カリフォルニア州               | 6:54           | 1位                                     |
| サンドストーム | Red Team             | カーネギーメロン大学, ピッツバーグ, ペンシルベニア州           | 7:05           | 2位                                     |
| H1ghlander     | Red Team Too         | カーネギーメロン大学, ピッツバーグ, ペンシルベニア州           | 7:14           | 3位                                     |
| Kat-5          | Team Gray            | Gray 研究所, メテリー, ルイジアナ州                            | 7:30           | 4位                                     |
| テラマックス   | Team TerraMax        | オシュコシュ・コーポレーション, オシュコシュ, ウィスコンシン州 | 12:51          | 制限時間の10時間を超過してしまった。5位 |

スタンフォード大のチームリーダーのSebastian Thrunは以前はカーネギーメロン大学の教員でありRed Whittakerはやはりカーネギーメロン大のチームリーダーだったので、ある意味自然な結果だが、スタンフォード大学とカーネギーメロン大学は、互いに良きライバルになりこのレースを競いあった。H1ghlanderは（ライバルとの速さの比較以前の問題だが）それ自体の機械的な故障に悩まされた。Grayチームは大会数週間前にハリケーン・カトリーナの被害にあっていたので、順位うんぬんではなく、参戦したこと自体を評価してやらねばならない。オシュコシュ・コーポレーションのテラマックスは大型のトラックで、夜間は進まず暖機運転で朝を待ち、慎重にBeer Bottle Passを通過し2日目にゴールまで辿り着き、制限時間の10時間を超えてしまったので厳密に言えば失格だが、一応は第5位の「完走」車となった。
各チームの後援企業は以下通りであり、これらの企業の多くがその後、自動運転技術の開発にもかかわるようになった。
Stanford Racing Team：Android、Applanix、Coverity、Google、ハニウェル、インテル、Mohr Davidow Ventures、NXP、レッドブル、Tyzx 、フォルクスワーゲン
Stanford Racing Team：キャタピラ、コンチネンタル、GM、グーグル、IBEO、インテル、McCabe Software、MobileEye、ネットワーク・アプライアンス、Tele Atlas 、Vector-CANTech、Viewpoint

## 2007アーバンチャレンジ

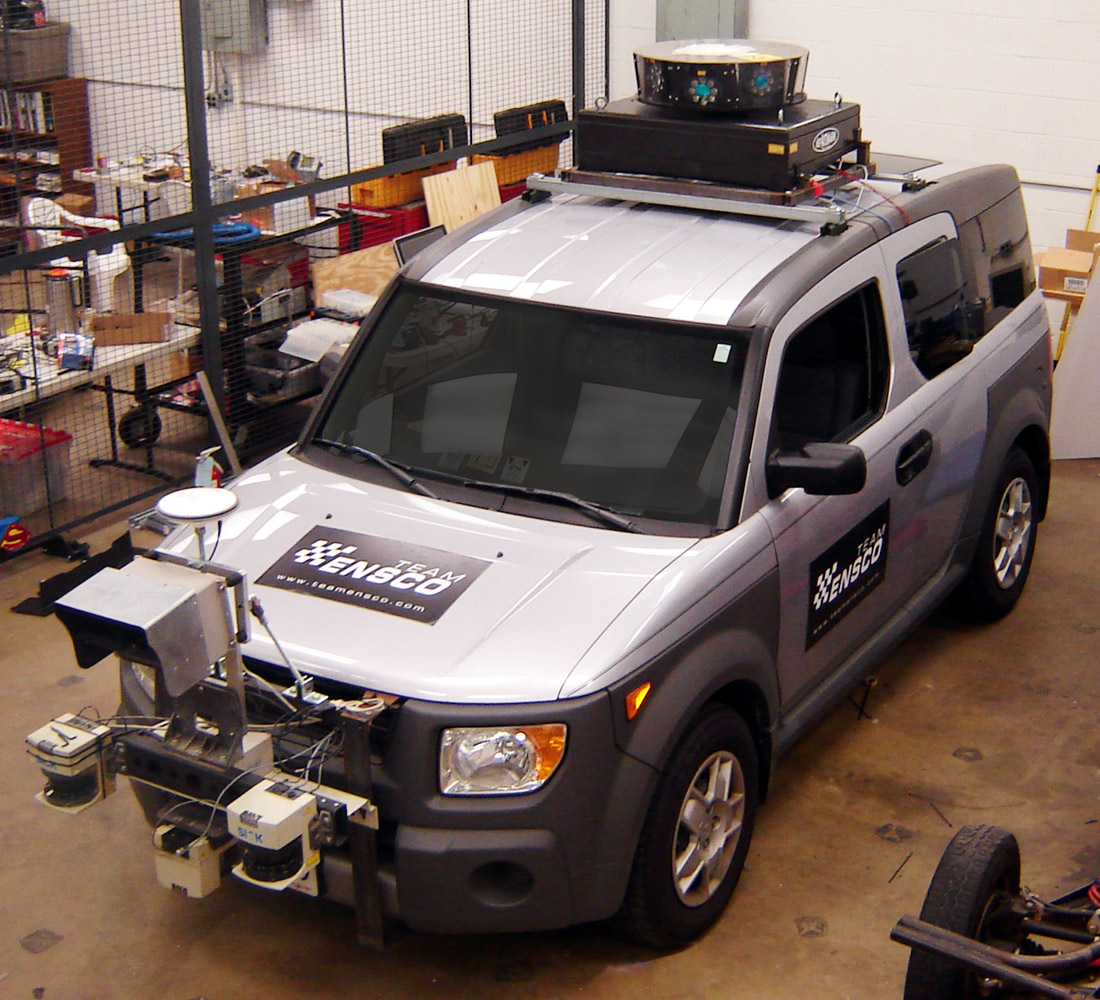
2007年度の競技に参加するために開発された車両

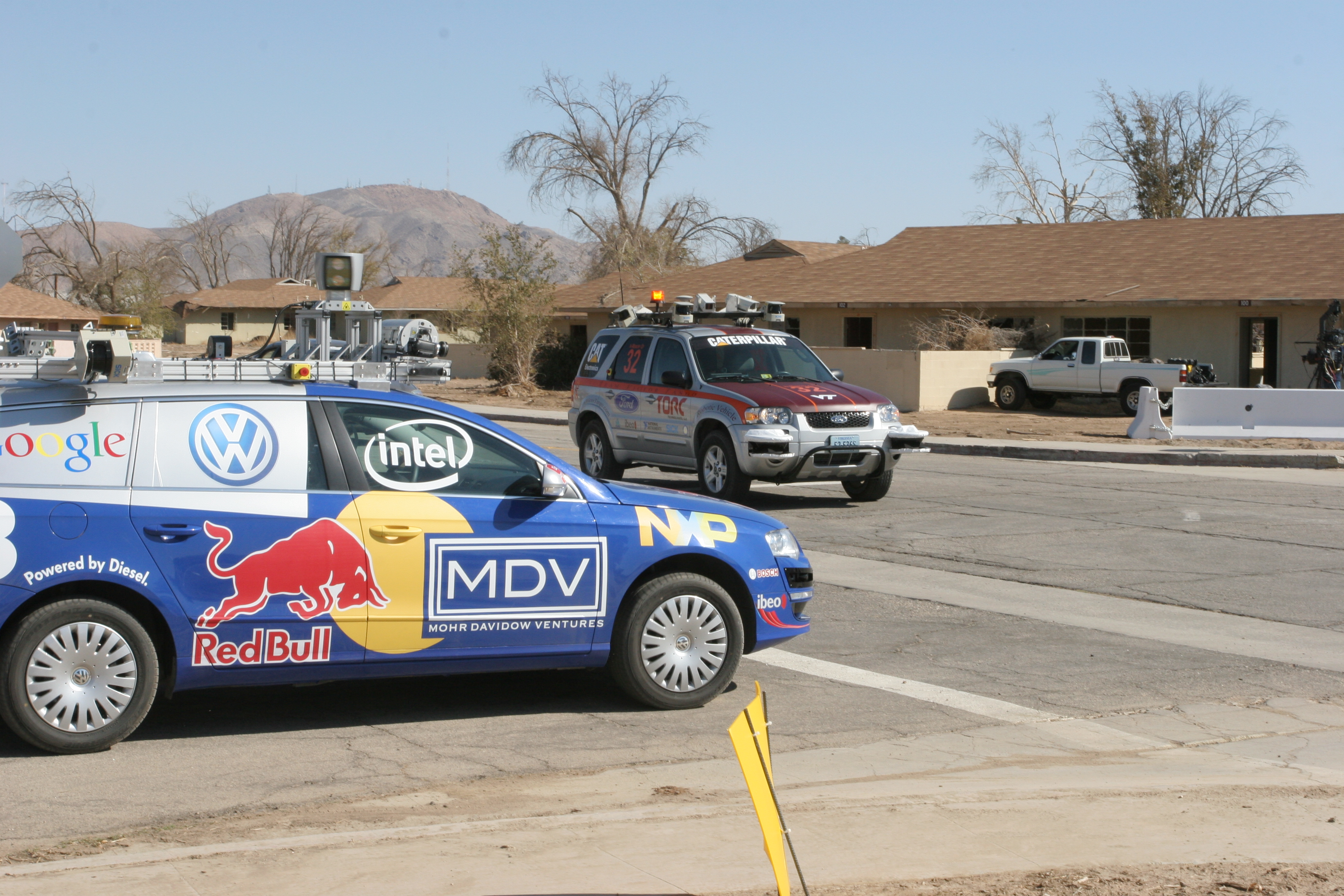
DARPA アーバンチャレンジの決勝で対峙したスタンフォードレーシングとヴィクター タンゴ

3度目のDARPAグランドチャレンジは"アーバン チャレンジ"として知られ、2007年11月3日に今では閉鎖されたジョージ空軍基地(現在は南カリフォルニア物流空港)で開催された(Google map)。コースは市街地を想定した総延長96 km (60 mi)で6時間以内に完走することが求められた。ルールは、他の車列や障害物に対応したり車列に合流しながら、すべての交通規則に従う事も含まれてた。
これまでの競技とは異なり、2007年のアーバンチャレンジはAとBの2つの"トラック"に分けられて開催された。トラックAとトラックBの全てのチームは同じ競技コースの一部だが、トラックAを選択したチームはUS $100万ドルの予算を受ける事ができた。これら11チームは主要な大学と大企業で構成された。それらはカーネギーメロン大学はゼネラルモーターズと組み、スタンフォード大学はフォルクスワーゲンと組み、ヴァージニア工科大学はVictorTangoとしてTORCテクノロジーズと組み、オシュコシュ・コーポレーション、ハネウェル、レイセオン、カリフォルニア工科大学、Autonomous Solutions、コーネル大学とマサチューセッツ工科大学である。トラックAでの少数の独立した参戦者の一つがthe Golem Groupだった。DARPAは公式にトラックAのチームを選択した理由を説明していない。
チームは断片的な画像化された競技コースの地図を渡された。少なくとも一つのチーム、タータン・レーシングは、改善された誘導のための追加的な目標地点を挿入することによって地図を強化した。 チームジェファーソンによって公開された報告の論文では、DARPAによって与えられた地図とタータン・レーシングで使用されたコースマップとの対比を画像で示した。
完走した6チーム： 
優勝したタータン·レーシングはシボレー・タホの"Boss"で参戦して$200万ドルを受け取った。2位のスタンフォードレーシングは2006年式フォルクスワーゲン パサート ワゴンの"Junior"で参戦して$100万ドルを受け取った。 3位のVictorTangoは2005年式フォード・エスケープハイブリッドの"Odin"で参戦して$500,000ドルを受け取った。MITは4位でコーネル大学とペンシルベニア大学/リーハイ大学も同様に完走した
6チームが完走した:
| チーム名                     | ID# | 車両       | 形式                                        | 拠点                                                                 | 所要時間 (h:m:s) | 結果                                   |
| ---------------------------- | --- | ---------- | ------------------------------------------- | -------------------------------------------------------------------- | ---------------- | -------------------------------------- |
| タータン レーシング          | 19  | Boss       | 2007年式 シボレー・タホ                     | カーネギーメロン大学, ピッツバーグ, ペンシルベニア州                 | 4:10:20          | 1位; 平均14 mph (22.53 km/h)で走破     |
| スタンフォード レーシング    | 03  | Junior     | 2006年式 フォルクスワーゲン パサート ワゴン | スタンフォード大学, パロアルト, カリフォルニア州                     | 4:29:28          | 2位; 平均約13.7 mph (22.05 km/h)で走破 |
| VictorTango                  | 32  | Odin       | 2005年式 フォード・エスケープハイブリッド   | バージニア工科大学, Blacksburg, バージニア州                         | 4:36:38          | 3位; 平均 13 mph (20.92 km/h)で走破    |
| MIT                          | 79  | Talos      | ランドローバー・LR3                         | マサチューセッツ工科大学, ケンブリッジ, マサチューセッツ州           | 約 6 時間        | 4位                                    |
| The Ben Franklin Racing Team | 74  | Little Ben | 2006年式 トヨタ・プリウス                   | ペンシルベニア大学, リーハイ大学, フィラデルフィア, ペンシルベニア州 | 公式資料なし     | 完走6チームの1つ                       |
| Cornell                      | 26  | Skynet     | 2007年式 シボレー・タホ                     | コーネル大学, イサカ, ニューヨーク州                                 | 公式資料なし     | 完走6チームの1つ                       |

2004年と2005年の競技は車両にとってはより物理的に挑戦的な競技でロボットは隔離されて他の車両とは通過時のみ他の車両を検出した。アーバンチャレンジでは全ての交通法規に従ってコース上の他のロボットを検出して避ける事ができる車両を製造する事が設計者に必要とされた。
これは車両のソフトウェアがリアルタイムで他の車両の行動に基づいて"知的に"対応しなければならないとしてより高度なソフトウェアの開発が要求された。これまでの自律型車両の開発では高速道路での走行のように構造化された状況に焦点を当てていたが、この競技では4か所の交差点で停止するようなより雑然とした都市環境で動作して相互に洗練された通信を実行する事が求められた。

## 2012年ロボティクスチャレンジ
DARPAロボティクス・チャレンジは発展途上の人型ロボットに特化した競技である。競技の第一の目標は複雑で危険な作業や分解、人間工学上の環境で実行する能力のロボットを開発する事である。 2012年10月に設立され2013年6月に仮の大会が開催された。さらに2回の競技が計画され、2013年12月に予選と2014年12月に決勝が予定される。
以前の競技とは異なり、"車両"の製造はロボティックスチャレンジの範囲には含まれない。2012年8月にDARPAはボストン・ダイナミクスはソフトウェアのチームが競技に使用するPETMANを基にした同一仕様のロボットを開発して8台製造する契約を交わした。契約総額は$10,882,438 で費用に利益を加算した契約で2014年8月9日に完了する事が期待される。

## 2013 FANG チャレンジ
2013年4月22日、DARPAは"グランドシステム"の$100万ドルの賞金をFast Adaptable Next-Generation Ground Vehicle (FANG) Mobility/Drivetrain チャレンジの勝者としてオハイオとテキサスとカリフォルニアの3人に与えた。グランドシステムはの提出した最終的な設計は必要な性能と製造の難易度を測定して最高得点を獲得した。最初のFANGチャレンジは2013年1月14日に始まり、1,000人以上の参加者が200以上のチームでMETA設計ツールが使用され、Adaptive Vehicle Make コラボレーションパターンが1000種類の潜在的な移動手段とドライブトレーンのサブシステムの設計とシミュレーションのためにテネシー州ナッシュビルのヴァンダービルト大学で開発された。FANGプログラムの目標は専用に開発されたMETA設計ツール、モデルライブラリーとVehicleFORGE プラットホームの試験である。

## 技術
2005年のスタンフォードのコンピュータビジョン機械学習コンポーネントの技術論文とソースコードは公開されている。
2007年のアーバンチャレンジのチームは、センサデータの解釈、計画、および実行のためにまざまなソフトウェアとハードウェアの組み合わせを採用した。：
| チーム                    | 言語                                    | OS                                  | ハードウェア                              | 脚注 |
| ------------------------- | --------------------------------------- | ----------------------------------- | ----------------------------------------- | --- |
| コーネル大学              | C, C++, C#                              | Microsoft Windows XP                | 17台のデュアルコアサーバー                | 改良型のベイズ推定によって計画する。2008年にコーネル大学はApache ライセンス 2.0の下で全てのソースコードを公開した。                                                 |
| Insight Racing            |                                         | Linux                               | Mac mini                                  | 低電力で発熱が少ない状態で数台のMac Miniを直流電源で動かした。 |
| Team Case                 | 大部分はLabVIEW, いくつかはC++ とMATLAB | Windows XP                          | 5台のMac mini, 2 NI PXI's, CompactRIO     | SSDを備えた数台のMac Miniを直流電源で作動。PXIはセンサーのインターフェース用。 CompactRIOはリアルタイム車両制御装置用。人間工学に基づいたソフトウェアアーキテクチャ |
| Team Gray                 |                                         |                                     | GrayMatter, Inc. AVS                      | 他のチームよりも小型であると考えられる組み込みシステムを採用。 同様にシステムは他のセンサーを拡張可能になっている。                                                 |
| Team LUX                  |                                         | Windows XP                          |                                           | 組み込み版のXP |
| Team Jefferson            | Java                                    | Solaris (Java RTS), Linux (Java SE) | マイクロコントローラと Sun SPOT (Java ME) | Perrone Robotics' MAX ロボティックス プラットホームをSun Microsystems' Java RTS/SE/ME上で実行                                                                       |
| Team Ben Franklin         | MATLAB                                  |                                     |                                           | |
| Sting Racing              | Java                                    | Linux                               |                                           | |
| VictorTango               | C++ とLabVIEWを併用                     | Windows と Linux                    |                                           | フィニッシャーの追加JAUS, フィニッシャーのみで Velodyne センサーは使用せず                                                                                          |
| Team Gator Nation (CIMAR) | C, C++, and C#                          | Windows, Fedora (Linux)             |                                           | JAUS プロトコルを備えてシステム通信 |
| MIT                       | C                                       | Linux                               | 40 コアを備えたクラスタ                   | ロボットのミドルウェアライブラリーは軽量通信と Marshaling (LCM) はMITの車両用に開発された。                                                                         |
| Austin Robot Technology   | C++                                     |                                     |                                           | ソフトウェアはテキサス大学オースティン校の学部生によって開発された。開発環境としてPlayer Projectが使用された。                                                      |
| Tartan Racing (優勝)      | C++                                     | Linux                               |                                           | 自動計画、モーション プランニング、挙動生成、承認とワールドモデリングとメカトロニクスを備えた階層化制御システム                                                     |